# Hesserkaserne

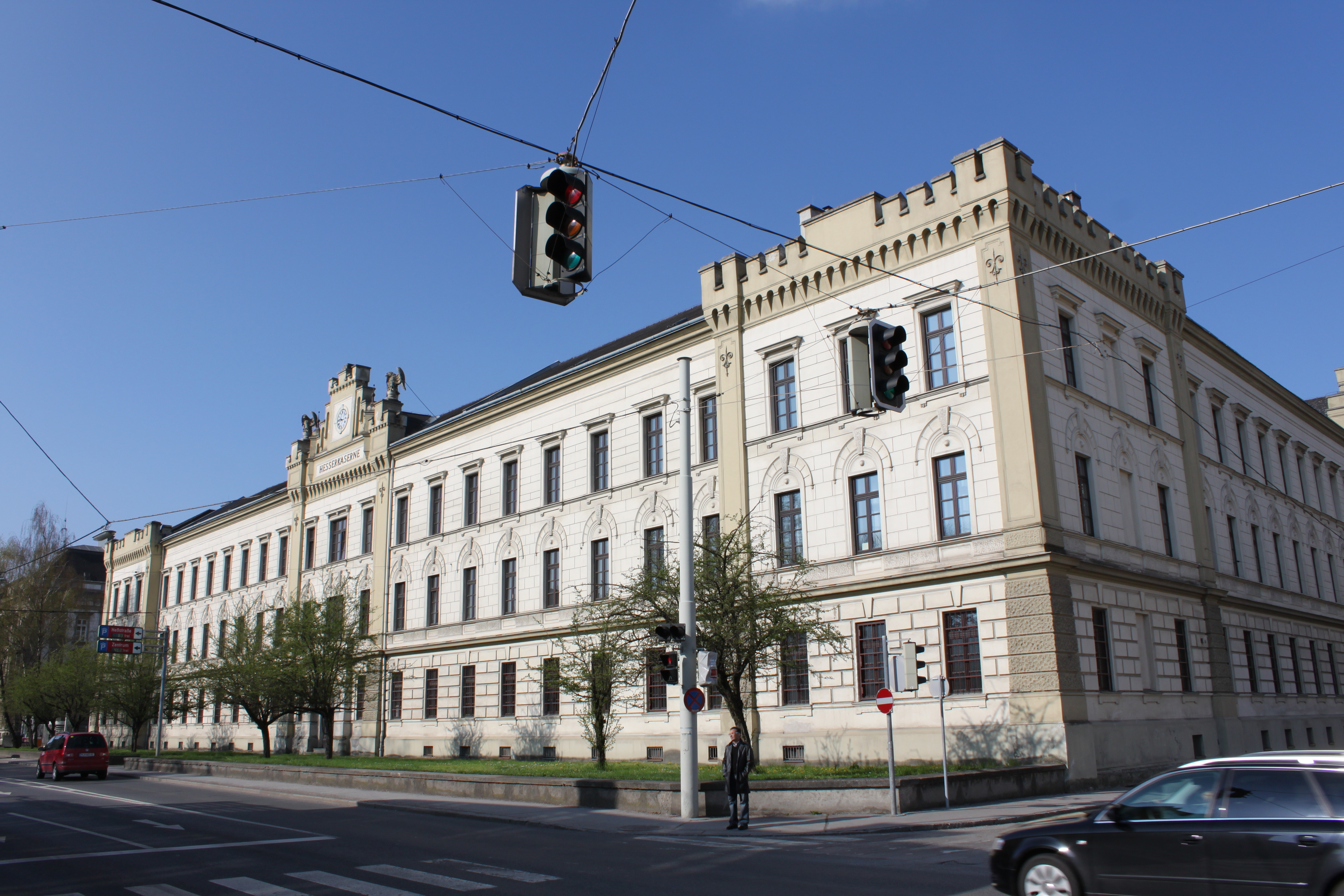
Hesserkaserne

Die Hesserkaserne (offiziell Kommandogebäude Feldmarschall Hess) ist eine Kaserne des Bundesheeres in St. Pölten am Schießstattring 8–10. Die nach Heinrich Freiherr von Heß benannte Anlage ist heute Sitz des Militärkommandos Niederösterreich. 

## Geschichte
Die heutige Hesserkaserne entstand im Jahre 1957 aus der Zusammenlegung dreier ehemaliger Landwehrkasernen. Die 1890 errichtete Franz-Josephs-Kaserne und die zwei Jahre später erbaute die Rainerkaserne liegen am Schießstattring, die Eugenkaserne von 1900 liegt hingegen in der kreuzenden Hessstraße. 

### Franz-Josephs-Kaserne

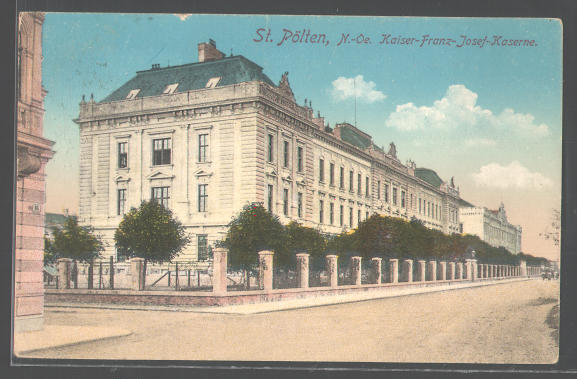
Die Franz-Josephs-Kaserne um 1900

Der Bau der Franz-Josephs-Kaserne wurde 1889 inklusive aller Straßen- und Kanalarbeiten um etwa 135.000 Gulden ausgeschrieben, der geplante Fertigstellungstermin war der 15. September 1890. Sie wurde nach den Plänen des Zivilingenieurs Egger unter der Ausführung von Erwin Rieger errichtet. Das dreigeschoßige Gebäude im späthistoristischen Stil ist mit Seiten- und Mittelrisaliten mit plastischer Rustika gegliedert.

### Rainerkaserne

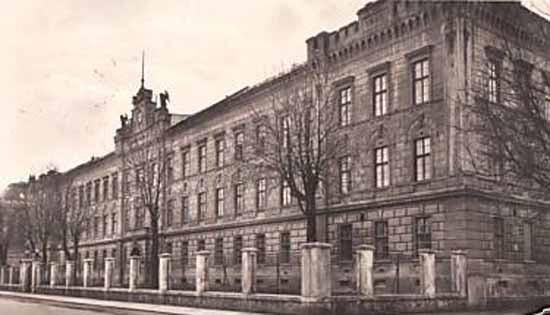
Die Rainerkaserne um 1910

Nördlich von der Franz-Josephs-Kaserne steht die Rainerkaserne, errichtet im Jahre 1892 nach den Plänen von Heinrich Wohlmeyer. Der zweiflügelige dreigeschoßige Bau im Stil des romanischen Historismus hat turmartige Formen an den Seiten und der Mitte mit Lisenen, Rundbogenfries und Zinnen.

### Eugenkaserne

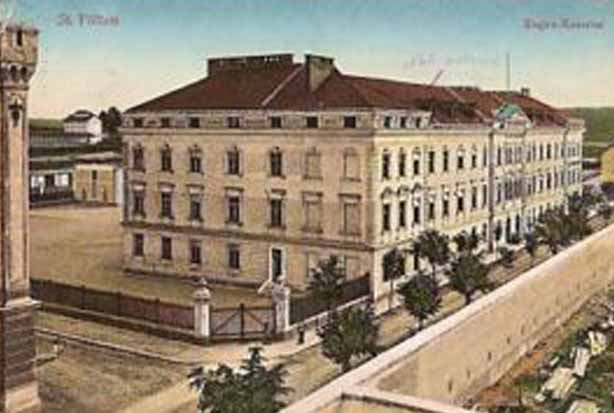
Die Eugenkaserne um 1900

Westlich der Rainerkaserne wurde die Eugenkaserne in der Heßstraße nach den Plänen von R. Frauenfeld im Jahre 1900 errichtet. Das dreigeschoßige Gebäude mit einfachen Seitenrisaliten. Auf zwei zentralen Achsen werden mit einem Dreiecksgiebel mit Reliefs militärische Symbole gezeigt.